# 1975 год в спорте
Список 1975 год в спорте описывает спортивные события, произошедшие в 1975 году.

## СССР
- Летняя Спартакиада народов СССР 1975;
  - Бокс на летней Спартакиаде народов СССР 1975;
  - Лёгкая атлетика на летней Спартакиаде народов СССР 1975;
  - Волейбол на летней Спартакиаде народов СССР 1975 — женщины;
  - Волейбол на летней Спартакиаде народов СССР 1975 — мужчины;
- Чемпионат СССР по хоккею с мячом 1974/1975;
- Чемпионат СССР по международным шашкам среди женщин 1975;
- Создан баскетбольный клуб «Динамо-Теплострой»;

### Волейбол
- Чемпионат СССР по волейболу среди женщин 1975;
- Чемпионат СССР по волейболу среди мужчин 1975;

### Футбол
- Кубок СССР по футболу 1975;
- Чемпионат СССР по футболу 1975;

### Хоккей с шайбой
- Чемпионат СССР по хоккею с шайбой 1974/1975;
- Чемпионат СССР по хоккею с шайбой 1975/1976;

### Шахматы
- Первенство СССР между командами союзных республик по шахматам 1975;
- Чемпионат СССР по шахматам 1975;

## Международные события
- Чемпионат Европы по баскетболу 1975;
- Чемпионат Европы по бейсболу 1975;
- Чемпионат Европы по фигурному катанию 1975;

### Чемпионаты мира
- Чемпионат мира по биатлону 1975;
- Чемпионат мира по дзюдо 1975;
- Чемпионат мира по конькобежному спорту в классическом многоборье 1975;
- Чемпионат мира по конькобежному спорту в классическом многоборье среди женщин 1975;
- Чемпионат мира по международным шашкам среди женщин 1975;
- Чемпионат мира по снукеру 1975;
- Чемпионат мира по фигурному катанию 1975;

### Баскетбол
- Кубок чемпионов ФИБА 1974/1975;
- Кубок чемпионов ФИБА 1975/1976;

### Волейбол
- Кубок европейских чемпионов по волейболу среди женщин 1975/1976;
- Чемпионат Азии по волейболу среди женщин 1975;
- Чемпионат Азии по волейболу среди мужчин 1975;
- Чемпионат Европы по волейболу среди женщин 1975;
- Чемпионат Европы по волейболу среди мужчин 1975;
- Чемпионат Северной, Центральной Америки и Карибского бассейна по волейболу среди женщин 1975;
- Чемпионат Северной, Центральной Америки и Карибского бассейна по волейболу среди мужчин 1975;
- Чемпионат Южной Америки по волейболу среди женщин 1975;
- Чемпионат Южной Америки по волейболу среди мужчин 1975;

### Футбол
- Матчи сборной СССР по футболу 1975;
- Кубок европейских чемпионов 1974/1975;
- Кубок европейских чемпионов 1975/1976;
- Кубок Либертадорес 1975;
- Кубок обладателей кубков УЕФА 1975/1976;
- Кубок чемпионов КОНКАКАФ 1975;
- Кубок обладателей кубков УЕФА 1974/1975;
- Кубок обладателей кубков УЕФА 1975/1976;
- Малый Кубок мира 1975;
- Международный футбольный кубок 1975;
- Финал Кубка европейских чемпионов 1975;
- Финал Кубка обладателей кубков УЕФА 1975;
- Футбольные клубы СССР в еврокубках сезона 1974/1975;
- Футбольные клубы СССР в еврокубках сезона 1975/1976;

### Хоккей с шайбой
- Суперсерия 1975/1976;
- Чемпионат мира по хоккею с шайбой 1975;

### Шахматы
- Вейк-ан-Зее 1975;
- Матч за звание чемпионки мира по шахматам 1975;
- Матчи претенденток 1974/1975;
- Мемориал Алехина 1975;

## Персоналии

### Родились
- 25 февраля — Баранова-Масалкина, Наталья Ивановна, российская лыжница, олимпийская чемпионка 2006 года;
- 11 марта — Сайтиев, Бувайсар Хамидович, российский борец вольного стиля, трёхкратный чемпион олимпийских игр, шестикратный чемпион мира, шестикратный чемпион Европы, пятикратный чемпион России, семикратный победитель турнира имени Ивана Ярыгина, победитель Игр доброй воли, Заслуженный мастер спорта России.